# Consejo de Mujeres Líderes Mundiales
El Consejo de Mujeres Líderes Mundiales es una red de mujeres presidentas y primeras ministras establecida en 1996 por Vigdís Finnbogadóttir, presidenta de Islandia entre 1980 y 1996, Mary Robinson, presidenta de Irlanda entre 1990 y 1997, y Laura Liswood, su actual secretaria general. La misión del Consejo es movilizar a las mujeres dirigentes de más alto rango a nivel global para la acción colectiva en asuntos de importancia crítica para las mujeres. El Consejo tiene su sede en Washington D. C..

## Consejo directivo
- Dalia Grybauskaitė: Presidenta de Lituania (2009 –2019); Presidenta del Consejo desde 2014.
- Tarja Halonen: Presidenta de Finlandia (2000 - 2012); Presidenta del Consejo entre 2009 y 2014.
- Mary Robinson: Presidenta de Irlanda (1990 - 1997); Presidenta del Consejo entre 2003 y 2009.
- Kim Campbell: Primera ministra de Canadá (1993); Presidenta del Consejo entre 1999 y 2003.
- Vigdís Finnbogadóttir: Presidenta de Islandia (1980 - 1996); Presidenta del Consejo entre 1996 y 1999.

### Secretaría
- Madeleine Albright: Presidenta fundadora de la Iniciativa Ministerial (1996 - 2007); Secretaria de Estado de los Estados Unidos entre 1997 y 2001.
- Kathy Calvin: CEO (2009 - actualidad ); Presidenta de la Fundación de las Naciones Unidas desde 2013.
- Laura Liswood: Secretaria General desde 1996.
- Margot Wallström: Presidenta fundadora de la Iniciativa Ministerial (2007 -actualidad); Vicepresidenta Primera de la Comisión Europea (2004 - 2010); Ministra de Asuntos Exteriores de Suecia (2014 - actualidad).

## Afiliación

### Miembros de Consejo actuales
- Michelle Bachelet: Presidenta de Chile entre 2006 y 2010 y desde 2014 a 2018.
- Joyce Banda: Presidenta de Malawi entre 2012 y 2014.
- Gro Harlem Brundtland: Primera ministra de Noruega en 1981, entre 1986 y 1989 y entre 1990 y 1996.
- Micheline Calmy-Rey: Miembro del Consejo Federal de Suiza en 2007 y 2011.
- Susanne Camelia-Römer: Primera ministra de las Antillas Neerlandesas en 1993 y entre 1998 y 1999.
- Violeta Chamorro: Presidenta de Nicaragua entre 1990 y 1996.
- Laura Chinchilla: Presidenta de Costa Rica entre 2010 y 2014.
- Tansu Çiller: Primera ministro de Turquía entre 1993 y 1996.
- Helen Clark: Primera ministra de Nueva Zelanda entre 1999 y 2008.
- Marie-Louise Coleiro Preca: Presidenta de Malta entre 2014 y 2019.
- Paula Cox: Premier de Bermudas entre 2010 y 2012.
- Édith Cresson: Primera ministra de Francia entre 1991 y 1992.
- Luisa Diogo: Primera ministra de Mozambique entre 2004 y 2010.
- Ruth Dreifuss: Presidenta del Consejo Federal de Suiza en 1999.
- Cristina Fernández de Kirchner: Presidenta de Argentina entre 2007 y 2015.
- Julia Gillard: Primera ministra de Australia entre 2010 y 2013.
- Pamela F. Gordon: Premier de Bermudas entre 1997 y 1998.
- Kolinda Grabar-Kitarović: Presidenta de Croacia desde 2015 hasta 2020.
- Dalia Grybauskaitė: Presidenta de Lituania desde 2009.
- Ameenah Gurib: Presidenta de Mauricio desde 2015 hasta 2018.
- Sheikh Hasina: Primera ministra de Bangladés entre 1996 y 2001 y desde 2009.
- Atifete Jahjaga: Presidenta de Kosovo entre 2011 y 2016.
- Ellen Johnson Sirleaf: Presidenta de Liberia desde 2006.
- Emily de Jongh-Elhage: Primera ministra de las Antillas Neerlandesas entre 2006 y 2010.
- Kersti Kaljulaid: Presidenta de Estonia desde 2016 hasta 2021.
- Mari Kiviniemi: Primera ministra de Finlandia entre 2010 y 2011.
- Jadranka Kosor: Primera ministra de Croacia entre 2009 y 2011.
- Chandrika Kumaratunga: Presidenta de Sri Lanka entre 1994 y 2005.
- Saara Kuugongelwa: Primera ministra de Namibia  desde 2015 hasta 2025.
- Doris Leuthard: Presidenta del Consejo Federal de Suiza en 2010.
- Maria Liberia Peters: Primera ministra de las Antillas Neerlandesas entre 1984 y 1986 y entre 1988 y 1994.
- Gloria Macapagal-Arroyo: Presidenta de Filipinas entre 2001 y 2010.
- Theresa May: Primera ministra del Reino Unido desde 2016 hasta 2019.
- Mary McAleese: Presidenta de Irlanda entre 1997 y 2011.
- Beatriz Merino: Presidenta del Consejo de Ministros del Perú en 2003.
- Angela Merkel: Canciller de Alemania desde 2005.
- Mireya Moscoso: Presidenta de Panamá entre 1999 y 2004.
- Maria das Neves: Primera ministra de Santo Tomé y Príncipe entre 2002 y 2004.
- Roza Otunbayeva: Presidenta de Kirguistán entre 2010 y 2011.
- Geun-hye Park: Presidenta de Corea del Sur entre 2013 y 2017.
- Pratibha Patil: Presidenta de India entre 2007 y 2012.
- Kamla Persad-Bissessar: Primera ministra de Trinidad y Tobago entre 2010 y 2015.
- Michèle Pierre-Louis: Primera ministra de Haití entre 2008 y 2009.
- Kazimira Prunskienė: Primera ministra de Lituania entre 1990 y 1991.
- Iveta Radičová: Primera ministra de Eslovaquia entre 2010 y 2012.
- Dilma Rousseff: Presidenta de Brasil entre 2011 y 2016.
- Simonetta Sommaruga: Presidenta del Consejo Federal de Suiza en 2015.
- Jenny Shipley: Primera ministra de Nueva Zelanda entre 1997 y 1999.
- Jóhanna Sigurðardóttir: Primera ministra de Islandia entre 2009 y 2013.
- Portia Simpson-Miller: Primera ministra de Jamaica entre 2006 y 2007 y entre 2012 y 2016.
- Jennifer M. Smith: Premier de Bermudas entre 1998 y 2003.
- Erna Solberg: Primera ministra de Noruega desde 2013 hasta 2021.
- Hanna Suchocka: Primera ministra de Polonia entre 1992 y 1993.
- Megawati Sukarnoputri: Presidenta de Indonesia entre 2001 y 2004.
- Helle Thorning-Schmidt: Primera ministra de Dinamarca entre 2011 y 2015.
- Yulia Tymoshenko: Primera ministra de Ucrania en 2005 y entre 2007 y 2010.
- Vaira Vīķe-Freiberga: Presidenta de Letonia entre 1999 y 2007.
- Eveline Widmer-Schlumpf: Presidenta del Consejo Federal de Suiza en 2012.
- Khaleda Zia: Primera ministra de Bangladés entre 1991 y 1996 y entre 2001 y 2006.

### Miembros anteriores fallecidas
- Corazón Aquino: Presidenta de Filipinas entre 1986 y 1992.
- Sirimavo Bandaranaike: Primera ministra de Sri Lanka entre 1960 y 1965, 1970 y 1977 y entre 1994 y 2000.
- Benazir Bhutto: Primera ministra de Pakistán entre 1988 y 1990 y entre 1993 y 1996.
- Eugenia Charles: Primera ministra de Dominica entre 1980 y 1995.
- Janet Jagan: Presidenta de Guyana entre 1997 y 1999.
- Maria de Lourdes Pintasilgo: Primera ministra de Portugal entre 1979 y 1980.
- Margaret Thatcher: Primera ministra del Reino Unido entre 1979 y 1990.